# Дурэме
Дурэме — город в зоне Кэмбата-Тембаро региона наций, национальностей и народов Юга, Эфиопия. Население на 2007 год — 24 472 человек.

## История
После итальянского вторжения 8 мая 1936 года между местным населением и оставшимися амхарами разразилась гражданская война, вынудившая местных миссионеров эвакуироваться из этого района.
По данным Бюро финансов и экономического развития Региона наций, национальностей и народов Юга, по состоянию на 2003 год удобства в Дурэме включают доступ к цифровой телефонной связи, почтовые услуги, круглосуточное электроснабжение, два банковских отделения и больницу.

## Демография
Согласно переписи 2007 года, проведенной ЦСА, общая численность населения города составляла 24 472 человека.
По данным переписи 1994 года, в городе проживало 7092 человека.